# Слаутин, Олег Геннадиевич
Оле́г Генна́диевич Слаутин (укр. Олег Геннадійович Слаутін; род. 21 апреля 1986, Симферополь) — украинский и белорусский футболист, мини-футболист и пляжный футболист, нападающий сборной Белоруссии по пляжному футболу.

## Биография
В 2005 году попал в симферопольское «Динамо-ИгроСервис». В составе команды в Первой лиге Украины провёл 2 матча (против «Борисфена» и «Карпат»), в сезона 2005/06.
В 2006 году выступал в чемпионате Крыма за клубы «Орбита» из посёлка Красногвардейское и «Алушту». Играл на первенство города Симферополя за ФК "Столичные колбасы". В 2007 году в составе «Черноморнефтегаза» выиграл Кубок Крыма, в финале команда обыграла «Орбиту-Нашу Рябу» (0:5), Слаутин забил первый гол в матче на 42 минуте.
С 2008 года по 2009 год выступал за футзальную команду «Водник-Спартак» из Алушты.
В 2010 году выступал за любительскую команду «Урожай» из города Витебск, которая выступала в чемпионате города. Слаутин в 10 матчах забил 32 мяча, после чего Витебская городская федерация футбола назвала его открытием сезона. Вместе с командой стал обладателем Кубка Витебска в 2010 году. После этого его пригласили на просмотр в «Витебск», с которым он подписал контракт.
Выступая за «Витебск» в сезоне 2010 он провёл всего 6 матчей в чемпионате Беларуси, преимущественно выходя на замену. В январе 2011 года у Олега Слаутина истёк контракт с «Витебском».

## Награды и достижения

### Командные
БАТЭ
- Чемпион Беларуси (пляжный футбол): 2013
- Обладатель Кубка Беларуси (пляжный футбол): 2013

### Личные
- Лучший пляжный футболист Беларуси 2013